# Литвинова, Рената Муратовна
Рена́та Мура́товна Литви́нова (тат. Рената Морат кызы Литвинова (Вәргазова); род. 12 января 1967, Москва) — российская актриса театра, кино и телевидения, режиссёр театра и кино, сценаристка, кинопродюсер, певица и телеведущая. Заслуженная артистка РФ (2003), лауреат Государственной премии РФ (2002), двукратный лауреат кинофестиваля «Кинотавр» (1994, 2006).
Дебютировала в качестве киноактрисы в 1994 году в драме режиссёра Киры Муратовой «Увлеченья». Впоследствии Литвинова снялась ещё в шести фильмах Муратовой. Широкую известность актриса получила в 2000 году после выхода на экраны телесериала «Граница. Таёжный роман», в котором сыграла роль Альбины Ворон.
Литвинова снялась более чем в тридцати фильмах в качестве актрисы, была сценаристом четырнадцати картин и режиссёром шести. Фильмы «Богиня: как я полюбила», «Последняя сказка Риты» и «Северный ветер» являются авторскими работами Литвиновой, в которых она выступила как режиссёр, сценарист, продюсер и актриса. Срежиссировала восемь видеоклипов для Земфиры.
С 2004 года на сцене МХТ имени А. П. Чехова исполняет роль Любови Андреевны Раневской в спектакле «Вишнёвый сад», а с 2012 года — роль Ромэйн в спектакле «Свидетель обвинения». Поставила два собственных спектакля (в качестве автора пьесы и режиссёра, а также сыграла роли) — «Северный ветер» (2017) и «Звезда вашего периода» (2021).
Помимо актёрской и режиссёрской работ, Литвинова известна как телеведущая нескольких программ об истории моды («Пьедестал красоты. История обуви с Ренатой Литвиновой» и «Красота скрытого. История нижнего платья с Ренатой Литвиновой» на телеканале «Культура»), о кино («Ночной сеанс с Ренатой Литвиновой» на «НТВ», «Кинопремьеры» и «Синемания» на «Муз-ТВ»).
Является рекламным лицом многих брендов. Рекламировала косметику L'Oreal, Faberlic, часы Rado, автомобили Volvo, ювелирные изделия Carrera Y Carrera. В 2014 году при поддержке компании Zarina представила свою авторскую коллекцию одежды в стиле 1950-х годов.

## Биография
Родилась 12 января 1967 года в Москве. Отец — татарин, мать — русская.
Имя актриса получила в честь своего родного дяди — брата отца, имя которого Ринат; имя Ренат/Ринат часто встречается у татар. Мать — Алиса Михайловна Литвинова (род. 23 февраля 1938) работала врачом-хирургом, отец Мурат Аминович Вергазов (1940—1987) также был врачом. Родители разошлись, когда Литвиновой был всего год. По линии отца Рената, согласно своим утверждениям, в родстве с Юсуповыми. Он был потомком старинного татарского рода из города Касимова Рязанской губернии.

### 1967—1990: Детство и юность
Мать всегда много работала, и девочка росла самостоятельной. Литвинова посещала музыкальную школу ЦМШ по классу фортепиано, а также секцию лёгкой атлетики, хотя способностей к бегу не имела. Она была выше своих сверстников, за это ей дали прозвище «Останкинская телебашня». Помимо роста, отличалась особым взглядом на мир, который окружающие не воспринимали и высмеивали, а её классный руководитель называла девочку «не от мира сего». Не имея друзей, Литвинова большую часть свободного времени проводила наедине с собой, читая книги в домашней библиотеке. Любимым писателем у неё был Гоголь. В старших классах школы проходила практику в доме престарелых, где была назначена начальницей приёмного отделения, так как постоянных врачей там не было. В интервью Владимиру Познеру заявила, что у неё было одинокое детство, и школа вспоминается с отвращением.
В молодости имела большие финансовые проблемы, что побудило её сниматься в рекламе. Первый рекламный опыт Литвиновой состоялся в девятом классе. Ей было предложено рекламировать драгоценности. Позже прошла отборочный конкурс для работы манекенщицей, но одновременно была принята и во ВГИК, куда и пошла учиться.
При написании своего дипломного сценария под названием «Принципиальный и жалостливый взгляд Али К.» у Литвиновой возникли проблемы с рецензентом, который негативно оценил уже почти готовую работу, обвинив в неумении говорить по-русски. В результате её пришлось переписывать три раза. Преддипломную стажировку проходила в объединении режиссёра, сценариста и продюсера Сергея Соловьёва «Круг», с которым она познакомилась ещё тогда, когда он руководил казахской мастерской во ВГИКе. Соловьёв считал, что проза Литвиновой очень своеобразна благодаря яркой личности и незабываемым манерам, а уровень мастерства уже в ранние годы был выдающимся. Соловьёву очень понравился написанный Литвиновой сценарий «Нелюбовь», и он запустил его в своём объединении. В 1988 году Литвинова написала сценарий короткометражного фильма «Очень любимая Рита. Последняя с ней встреча».

### 1990—2000: Написание сценариев и сотрудничество с Кирой Муратовой
Сразу после появления в кинематографическом обществе Литвинова произвела большое впечатление. Особо в ней отмечали манеру говорить и жестикулировать. Не сделав ещё ничего существенного, Литвинова стала объектом повышенного внимания кинопрессы и богемного общества 1990-х. Она стала модным персонажем, но пока её известность ограничивалась узким кругом мастеров искусства и журналистов.
В 1990 году в соавторстве с Олегом Морозовым и Андреасом Кристофом Шмидтом Литвинова написала сценарий к драме «Ленинград. Ноябрь», в котором отразила проблемы непонимания между отцом, пережившим блокаду Ленинграда, и сыном, женившемся на немке. Фильм вышел незаметно и не получил широкого зрительского внимания. После этого Литвинова дорабатывала сценарий к драме «Нелюбовь», который был её дипломной работой. Сюжет фильма строится в виде череды небольших эпизодов из жизни девушки Риты. Так, в кинотеатре она знакомится с фотографом и принимает его ухаживания, несмотря на то, что имеет бойфренда. В перерывах между свиданиями главная героиня рассматривает фотографии Мэрилин Монро. Однажды за этим занятием она фиксирует итог своей жизни и решается на самоубийство. Известная киновед Татьяна Москвина утверждала, что Рита страдает от агрессии глубоко инвалидного мира. По мнению критиков, эта картина не только открыла дорогу в профессию сценаристке Литвиновой, но и стала первой лентой в «истории свободного российского кино». Фильм был снят режиссёром Валерием Рубинчиком и выпущен в 1992 году.
В 1992 году Литвиновой был написан сценарий для абсурдистской трагикомедии «Трактористы 2», в котором в ироничной форме рассматривается проблема выбора между богатством и бедностью. Фильм не стал успешным, хотя сама Литвинова утверждает, что братья Глеб и Игорь Алейниковы, которые его срежиссировали, обладают большим талантом.
«Я никогда не чувствовала в себе актёрских талантов. Более того, своё лицо я считала нефотогеничным. Всегда отказывалась, когда меня звали сниматься. А отказать Кире Муратовой было невозможно.»
В 1994 году вышел фильм украинского режиссёра Киры Муратовой «Увлеченья», в котором Литвинова сыграла одну из главных ролей. Муратова ещё в 1980-х годах, прочитав в альманахе «Киносценарии» дипломную работу Литвиновой «Принципиальный и жалостливый взгляд», хотела снять по ней фильм, но так как сама Литвинова тогда не снималась, считая своё лицо не фотогеничным, сотрудничества не произошло. Через несколько лет они встретились на одном из кинофестивалей и познакомились лично. Муратова убедила молодую сценаристку попробовать себя в роли актрисы. Чуть позже Муратова позвонила Литвиновой и предложила прийти к ней на кинопробы. Так появился новый персонаж будущей картины — странная медсестра со своими таинственными монологами. В 1995 году фильм получил две премии «Ника» в номинациях «лучший фильм» и «лучший режиссёр», а также спецприз жюри на кинофестивале «Кинотавр». Позже Литвинова написала несколько новелл для Муратовой, в числе которых была «Офелия, безвинно утонувшая». Муратова включила её в свой фильм «Три истории» вместе с двумя произведениями других сценаристов, а также предложила Литвиновой сыграть одну из главных ролей. Актриса исполнила роль работницы архива Офы во второй истории под названием «Офелия». Офа не любит ни мужчин, ни женщин, а исключительно детей. Особое внимание проявляет к тем матерям, которые в роддоме отказываются от своих детей.
Тогда же клипмейкер Юрий Грымов, прочитав повесть Литвиновой «Третий путь», увидел свои перспективы в большом кино. Это произведение Грымов назвал «Мужские откровения». В 1994 году фильм вышел, но оказался неудачным отчасти потому, что сценарий писал сам Грымов, поместив туда несколько своих сцен.
В 1996 году режиссёр Александр Сухочев снял фильм по дипломному сценарию Литвиновой «Принципиальный и жалостливый взгляд». Фильм, в котором сыграла Татьяна Окуневская, получил смешанные отзывы критиков. Так, Даниил Дондурей, главный редактор журнала «Искусство и кино» назвал фильм устаревшим авторским кино. Кинокритик Михаил Трофименков полагал, что в картине режиссёр сумел подчинить своей авторской воле потенциал таких индивидуальностей, как Литвинова, Коляканова и Окуневская.
В 1997 году режиссёр Валерий Тодоровский снял фильм «Страна глухих», мотивом к которому послужила повесть Литвиновой «Обладать и принадлежать». В 1999 году Литвинова сыграла роль Ники в фильме «Право на выбор», а также озвучивала роль Ксении в фильме 8 ½ $.

### 2000—2004
В декабре 2000 года на экран вышел телефильм Александра Митты «Граница. Таёжный роман». Литвинова сыграла роль гарнизонного медработника Альбины Ворон, странной, утончённой девушки 25-30 лет, которую тяготит жизнь в глубинке России с ненавистным мужем. Он акцентирует внимание на бытовых проблемах, в то время как Альбина считает себя аристократичной особой и борется с его желаниями. «Как только он касается моей руки, мне становится плохо. Мне плохо, и ему плохо. Поэтому у нас детей нет», — объясняла Альбина своим подругам. Но после встречи с Вадимом Глинским, близким по духу человеком — она просто расцветает и меняется. В 2002 году за роль в этом сериале Рената Литвинова получила Государственную премию России.
В 2000 году Литвинова выпустила документальный фильм «Нет смерти для меня», в котором взяла интервью у пяти советских актрис: Нонны Мордюковой, Татьяны Окуневской, Татьяны Самойловой, Лидии Смирновой и Веры Васильевой. Литвинова спрашивает актрис о жизни, о кино, о любви, браке, смерти, представляя актрис живыми и человечными. Весь фильм разбит на небольшие части, каждая из которых посвящёна отдельной теме. Между некоторыми режиссёр оставила свои комментарии и выводы к отрывкам. Также в фильме демонстрируются кадры советских кинофильмов с участием героинь. Нонна Мордюкова сыграла в этом фильме свою последнюю роль.
В 2001 году Литвинова снялась в трёх картинах: киноальманахе «Чёрная комната», фильме «Берлинский экспресс» и криминальной драме «Апрель». В «Чёрной комнате» Литвинова сыграла роль крупье в последнем эпизоде «Гипноз», вместе с Еленой Кориковой, Маратом Башаровым и Михаилом Ефремовым. В «Берлинском экспрессе» исполнила эпизодическую роль агента спецслужб. Также в этом году Литвинова снялась в клипе Аллы Пугачёвой «Речной трамвайчик», а в 2003 году в клипе выпускницы «Фабрики звёзд» Юлии Бужиловой на песню «Ты мне пишешь».
После ряда незначительных проектов Литвинова вернулась к работе сценариста, благодаря чему в 2002 году вышел фильм «Небо. Самолёт. Девушка». Он стал ремейком фильма 1968 года «Ещё раз про любовь». В этой работе Литвинова выступила как сценарист, продюсер и актриса, сыграв главную женскую роль Лары. Сценарий Литвинова писала, опираясь на пьесу Эдварда Радзинского «104 страницы про любовь». Фильм посвящён проблеме любви и расставания.
В 2002 году Рената была членом жюри Берлинского кинофестиваля.
В 2003 году британский художник, режиссёр и писатель Питер Гринуэй пригласил Литвинову в свой мультимедийный проект «Чемоданы Тульса Люпера». Помимо Литвиновой в проекте принимали участие итальянские актрисы Орнелла Мути и Изабелла Росселлини. Несмотря на участие мировых кинозвёзд, проект не удалось реализовать полностью.
Ещё один несостоявшийся проект тех лет — экранизация квир-романа Дмитрия Бушуева «На кого похож Арлекин» о любви между молодым учителем и 14-летним восьмиклассником. Режиссером фильма должен был стать давний друг Ренаты, основатель журнала «ОМ» Игорь Григорьев, а Рената принять участие в подготовке сценария, в частности выступить в роли автора диалогов. Уже был написан финальный текст, но съемки не состоялись, потому что, по словам Григорьева, проект не получил финансирования.

### 2004—2008: Работа в театре и фильм «Богиня: как я полюбила»
В издательстве «Афиша» в 2005 году вышла книга «Богиня. Разговоры с Ренатой Литвиновой», написанная журналистом Алексеем Васильевым. Книга составлена из диалогов и отрывков неопубликованной прозы.
В 2007 издательства «Амфора» и «Сеанс» в серии «Библиотека кинодраматурга» выпустили книгу «Обладать и принадлежать», в которую вошли новеллы и киносценарии.
«Это фильм о любви. В моём представлении, смысл жизни заключается в том, чтобы испытать к кому-то любовь. Вообще-то, наверное, смысла в жизни просто нет, каждый его себе сам назначает, но в моей версии, смысл в том, чтобы испытать любовь. Моей героине высшие силы посылают ряд драматичных обстоятельств, но обстоятельства эти неслучайны. Благодаря этим драматичным, с точки зрения обывателя, обстоятельствам моя героиня пришла в некую точку X и встретила там человека Y. И испытала любовь».
В 2007 году Рената была членом жюри Московского кинофестиваля, а ещё через год — Роттердамского.
В 2008 в прокат вышел полнометражный документальный фильм Литвиновой «Зелёный театр в Земфире». Фильм-концерт, в котором отрывки из выступления певицы перемежаются с её монологами о самом важном.

### 2008—2012: Фильм «Последняя сказка Риты»
Литвинова сотрудничает в качестве дизайнера в фирме Zarina, под её личным брендом выпущено несколько образцов одежды.

### 2012—2018: Театральный дебют в качестве режиссера
В марте 2013 года Рената Литвинова, снимавшая номер в московской гостинице Метрополь, стала участницей программы «Интерьеры с Геннадием Йозефавичусом» на телеканале Дождь.
13 сентября 2017 года Литвинова дебютировала в качестве театрального режиссёра в МХТ имени Чехова, где выпустила спектакль «Северный ветер». Главные роли в нём исполнили Яна Сексте и Софья Заика, гражданская жена генерального директора «Первого канала» Константина Эрнста, которую Литвинова в интервью ТАСС называет своей «любимой артисткой». В ходе спектакля все персонажи умирают, за каждым из них приходит смерть — иногда в образе Марии Фоминой, иногда — в образе самой Литвиновой.

### 2018—2022: Фильм «Северный ветер» и спектакль «Звезда вашего периода»
В 2019 дебютировала как подиумная модель в показе французского дома Balenciaga (Balenciaga S/S 20 Show), креативным директором которого на данный момент является Дэмна Гвасалия, друг Ренаты и автор костюмов для роли Маргариты в фильме «Северный ветер».
В 2021 году на экраны вышел фильм «Северный ветер», посвященный Кире Муратовой. По словам Литвиновой, фильм является неким продолжением пьесы, но с другим сюжетом. Слоган фильма гласит «Когда царит великий матриархат…». Главную роль в нём сыграла сама Литвинова, а музыку для фильма написала Земфира.
24 февраля на основной сцене МХАТа им. Чехова вышла вторая премьера Ренаты Литвиновой в 2021 году — «Звезда вашего периода». Спектакль является оммажем фильма Билли Уайлдера «Бульвар Сансет».
В июне Рената выпускает короткометражный арт-фильм «Скромное обаяние волшебников» совместно с модным домом Gucci.
В июле срежиссировала фильм для Ульяны Сергеенко, в котором демонстрируется новая коллекция одежды бренда Ульяны.
30 сентября в галерее современного искусства «Триумф» Рената Литвинова презентовала авторскую выставку «Северный ветер» совместно с российским фотографом и дизайнером Гошей Рубчинским. В центре серии работ на выставке сама Рената, которая экспериментирует с перевоплощениями в своих героев из одноимённого фильма — Столетнюю Алису, её дочерей Лотту и Маргариту, кузена Бориса, Бенедикта и его невесту Фанни. На выставке представлено более 60 фотографий, включая уникальные полароидные снимки. В экспозицию также вошли предметы из постановки, видео и аудиоинсталляция. На выставке также была представлена уникальная книга с ограниченным тиражом, включавшая в себя фотографии Гоши Рубчинского, снятыми специально для издания и оригинальную пьесу Ренаты.

### 2022—2024: Спектакль «Кактус», парфюм «Renata 1226» и моделинг
В июле Рената Литвинова второй раз выступила в роли модели модного дома Balenciaga (Balenciaga Haute Couture Fall/Winter 2022-2023). Актриса представила один из нарядов осенней кутюрной коллекции 2022 года.
30 сентября 2022 года Литвинова сыграла свой новый моноспектакль «Кактус» в рамках фестиваля «Kured Lendavad» на таллинской театральной площадке Vaba Lava. Позже режиссёр заявила, что «Кактус» будет представлен в январе 2023 года, как полноценный спектакль в старинном французском театре Эберто.
В ноябре презентовала собственный парфюм «Renata 1226», выпущенный совместно с парфюмером Жан-Поль Герленом и французским брендом My Exclusive Collection. В своей социальной сети Рената Литвинова поделилась историей создания духов: «С 2018 года мы встречались с Маэстро Герленом, легендой парфюмерного мира, вместе рисовали эскизы для этикетки, искали форму флакона, ведь наши духи выпускаются небольшим тиражом и являются настоящим произведением искусства»
В марте Рената Литвинова объявила о гастролях со спектаклем «Кактус». Среди площадок для постановки пьесы режиссер выбрала театр Ройал Хэймаркет в Лондоне, театр Паттихио в Лимасоле, театр Эберто в Париже и театральную площадку в пространстве Молл Эмиратов.
В 2023 году в третий участвовала в показе французского бренда Balenciaga (Balenciaga Haute Couture Fall 2023 Show). Литвинова прошлась по подиуму вместе с Изабель Юппер, Эмбер Валеттой, Наташей Поли, Витторией Черетти и др. В этом же сезоне актриса приняла участие в четвертом показе бренда (Balenciaga S/S 24 Show).
В 2024 году Рената Литвинова приняла участие сразу в двух показах брендов Enfants Riches Deprimés и Peter Do (Enfants Riches Deprimés S/S 25 Show, Peter Do S/S 25 Show), а также поучаствовала в кампейн-съемке для бренда Balenciaga (Balenciaga Summer 2024 Campaign).

## Общественная позиция
В 1990-е годы выражала симпатии к Анатолию Чубайсу («он не просто производит впечатление интересного человека, а таким и является — я убедилась в этом, когда мы познакомились») и Егору Гайдару (Литвинова отнесла его к числу светлых людей, не испачкавшихся деньгами, «несмотря на то что про него говорят массу нехороших вещей»). Во время формирования коалиции «Правое дело» посоветовала Борису Немцову «более жёстко играть на публику, чтобы народ ахнул, испугался и полюбил», а Сергею Кириенко прибавить солидности, Гайдару же ничего менять, по её мнению, не нужно. Также она указала на исходящую от российских демократов беззащитность и рекомендовала им быть более свирепыми.
После начавшихся прямых переговоров Бориса Ельцина с Асланом Масхадовым в 1997 году, Рената Литвинова выразила своё недовольство излишним, по её словам, церемонничеством с главой ЧРИ, она посчитала, что Президент России должен был занять недвусмысленную позицию по вопросу освобождения Елены Масюк и других журналистов-заложников.
В начале 1999 года, после публикации письма премьер-министра Евгения Примакова, в котором он предложил всем ветвям власти в России отказаться от части полномочий, предоставленных им Конституцией, ради нормализации отношений между Президентом Ельциным и оппозиционным по отношению к нему Думе и Правительству, Литвинова заявила, что никто от своего не откажется и «может, кто-то... задумается на минуту о примаковском письме, даже всплакнёт, но потом снова станет сытым волком», ведь там, во власти, как она считает, действуют «волчьи законы».
Во время обсуждения вопроса о канонизации Николая II и членов его семьи Рената Литвинова предложила не спешить с принятием решения: «Если бы высшие силы благоволили к этому, не возникало бы никаких сомнений и препятствий, связанных с подлинностью останков. А раз они возникли, значит, небеса не дали добро на канонизацию».
В начале 2000-х годов Рената Литвинова получила предложение от Татьяны Толстой, Авдотьи Смирновой и Александра Тимофеевского заняться написанием текстов для речей членов «Союза правых сил», но отказалась.
В 2002 году сообщила о своей неприязни к Александру Лукашенко и то, как, в связи с этим, ей жаль белорусов.
Была частой гостьей общественно-политического ток-шоу «Времена» (ведущий — В. Познер), в частности, в 2007 году в эфире телепрограммы высказалась о проблеме ВИЧ/СПИД в России.
В октябре 2011 года в рамках программы «Политическая грамота» (совместный проект телеканала «Дождь» и интернет-издания Slon.ru) её политическая позиция была определена как либертарианская.
В 2013 году Литвинова приняла участие в проекте новостного портала BG.RU «Будь сильнее», в рамках которого высказалась о неприемлемости гомофобии и расизма.
Рената Литвинова часто выступает с критикой системы образования, рассказывая об опыте своей дочери в начальных классах российской школы: 
«…мы могли делать уроки до двенадцати ночи, какие-то тупые формальные тесты, а знаний не было, на чтение книг и походы в музей тоже не было времени. Так для чего такое обучение, если растёт необразованный ребёнок, угнетённый школой?». Дочь Литвиновой Ульяна училась во Франции.
В июле 2016 года раскритиковала мэра Москвы Сергея Собянина за политику в сфере дорожного строительства: «Почему мэр Собянин так безнаказанно может приносить столько негатива, неудобств, издевательств лично мне и всем людям Москвы, которым он призван служить?» Также режиссёр напомнила, что была недовольна Лужковым «за его вандализм и истребления исторической Москвы».
Однако уже в декабре 2017 года Литвинова призналась, что смогла полюбить мэра Собянина в связи с тем, что город стал красивым.
Заявляла, что на президентские выборы в 2018 году пойдёт, но, согласно её мнению, «если смотреть правде в глаза… не перехлестнёт его (Владимира Путина) никто», также выразила интерес к кандидатуре Ксении Собчак и поддержала желание женщин быть в политике.
10 июня 2019 года Литвинова выложила пост во «ВКонтакте» в защиту журналиста Ивана Голунова, обвинённого в хранении и сбыте запрещённых веществ (см. «Дело Голунова»).
В интервью Ксении Собчак заявила, что действия Навального на выборах в Мосгордуму 2019 года, связанные с его просьбой, обращённой к Нюте Федермессер, отказаться от участия в выборах, были некорректными: «Получается, он такой же, как и те, против кого он борется».
Литвинова записывала видеообращение в поддержку художницы и ЛГБТ-активистки Юлии Цветковой, которую обвинили в распространении порнографии: «Я видела её рисунки. Это абсолютно не имеет никакого отношения к порнографии». В конце ролика режиссёр призвала «защитить беззащитную молодую женщину».
На фоне акций протеста в Беларуси, начавшихся в августе 2020 года после проведения президентских выборов, Литвинова опубликовала пост в Instagram, заявив, что гордится белорусским народом.
Рената Литвинова считает, что «Россия — очень женская страна» и что «мужчины — как бы они ни давили — ничего не решают». Её фильм «Северный ветер» совмещает жанр фэнтези и феминистский подтекст.
В феврале 2022 года выступила против вторжения России на Украину и уехала из России.

## Личная жизнь
Первый муж — кинопродюсер Александр Антипов (род. в 1970). Вышла за него замуж в 1996 году, а в 1997 они развелись. 
Второй муж — бизнесмен Леонид Добровский (род. в 1965). Вышла за него замуж в 2001 году, а в 2007 году они развелись. 26 июля 2001 года родила дочь Ульяну, которая после развода осталась жить с матерью. По данным на 2020 год, Ульяна Леонидовна Добровская, обучаясь в Париже и Лондоне, освоила французский и английский языки, начала учить испанский и фламандский. Также Добровская снялась в нескольких фильмах.
В марте 2021 в программе «Детектор лжи» на YouTube-канале Tatler Russia сообщила о своей бисексуальности.
В интервью Дмитрию Быкову своими любимыми сценаристами назвала Александра Миндадзе, Валентина Ежова («Баллада о солдате»), Евгения Григорьева («Романс о влюбленных»), Наталию Рязанцеву («Долгие проводы»), Виктора Мережко, Эдуарда Володарского. Также тепло отзывалась об Алексее Саморядове.

## Предпочтения в кинематографе
- «Бульвар Сансет»
- «Рокко и его братья»
- «Зеркало»
- «Алчность»
- «Весна»
- «Скромное обаяние буржуазии»
- «На последнем дыхании»
- «Касабланка»
- «Гражданин Кейн»
- «Ночи Кабирии»

## Фильмография
Литвинова снялась более чем в тридцати фильмах, срежиссировала 7 фильмов (в числе которых 2 концертных фильма для певицы Земфиры, а также 2 короткометражных фильма для брендов Rado и L'Oreal. Написала сценарии для четырнадцати фильмов, озвучила 4 роли и выступала продюсером четырёх картин. В некоторых работах выступала одновременно и в качестве сценаристки, и режиссёра, и продюсера, и актрисы («Богиня: как я полюбила», «Последняя сказка Риты» и «Северный ветер»).

### Актриса
- 1994 — Увлеченья — медсестра Лилия
- 1997 — Три истории — Офа
- 2000 — Право на выбор — Вероника
- 2000 — Граница. Таёжный роман — Альбина Ворон
- 2001 — Чёрная комната — крупье в казино
- 2001 — Берлинский экспресс (документальный фильм) — агент спецслужб
- 2001 — Апрель — Настасья
- 2002 — Небо. Самолёт. Девушка — стюардесса Лара
- 2004 — Настройщик — Лина
- 2004 — Богиня: как я полюбила — следователь Фаина
- 2004 — Диверсант — инструктор школы радистов
- 2005 — Жмурки — официантка и секретарша Катя
- 2005 — Вокальные параллели (фильм-концерт) — конферансье
- 2006 — Жесть — мстящая любовница
- 2006 — Мне не больно — Тата (Натэлла Антоновна)
- 2007 — Два в одном — вагоновожатая трамвая Алиса
- 2007 — Жестокость — Зоя Андреевна Вяткина, одинокая женщина
- 2008 — Отдамся в хорошие руки — мама
- 2009 — Весельчаки — Евгения, жена Розы
- 2009 — Приказано уничтожить! Операция: «Китайская шкатулка» — Шарлотта
- 2009 — Мелодия для шарманки — «Киса»
- 2009 — Золотое сечение — Катюша, владелица фотостудии
- 2010 — Волшебный кубок Роррима Бо 3D — старшая пионервожатая, ведьма
- 2010 — Бриллианты. Воровство — женщина с большим носом
- 2011 — Generation П — Алла
- 2011 — Сердца бумеранг — волшебница
- 2012 — Последняя сказка Риты — Татьяна Неубивко
- 2012 — Девушка и смерть — Нина
- 2012 — Вечное возвращение — Она
- 2014 — Гена Бетон — главный редактор газеты «Наш криминал»
- 2015 — Про любовь — лектор
- 2016 — Петербург. Только по любви — Маргарита
- 2018 — На Париж — мадам Рембо, хозяйка борделя
- 2018 — Страх — Фрау Доктор Оберхаупт
- 2021 — Северный ветер — Маргарита

### Озвучивание
- 8 1/2$ (1999) — Ксения
- Лягушачий рай (2007)
- Сапсан (2008) — Гала
- Приключения Алёнушки и Ерёмы (2008) — тётка Ефросинья
- Новые приключения Алёнушки и Ерёмы (2009) — тётка Ефросинья

### Режиссёр
- Нет смерти для меня (2000)
- Богиня: как я полюбила (2004)
- Зелёный театр в Земфире (2008)
- Крокус/Стрелка (2010)
- Последняя сказка Риты (2012)
- Петербург. Только по любви (2016)
- Северный ветер (2021)

### Сценаристка
- Ленинград. Ноябрь (при участии Олега Морозова и Андреаса Кристофа Шмидта, 1990)
- Нелюбовь (1991)
- Трактористы 2 (1992)
- Увлеченья (1994)
- Мужские откровения (1995)
- Принципиальный и жалостливый взгляд (1996)
- Три истории (1997)
- Страна глухих (1998)
- Небо. Самолёт. Девушка (2002)
- Богиня: как я полюбила (2004)
- Два в одном (2007)
- Жестокость (2007)
- Последняя сказка Риты (2012)
- Северный ветер (2021)

### Продюсер
- Небо. Самолёт. Девушка (2002)
- Богиня: как я полюбила (2004)
- Зелёный театр в Земфире (2008)
- Последняя сказка Риты (2012)
- Северный ветер (2021)

### Рекламные, короткометражные и арт-фильмы
- Нежнейшее нежнейшим (2005) — рекламный фильмы, специально для бренда часов Rado.
- Внимательно смотрите сны (2011) — рекламный арт-фильм в рамках рекламной кампании Volvo.
- Девушка с коробкой (2013) — короткометражный фильм.
- Письмо Сальмы (2013) — короткометражный фильм.
- Уходящая (2014) — короткометражный арт-фильм.
- Однажды в парке (2014) — рекламный фильм, специально для косметического бренда L’Oreal Paris.
- Случай в мадриде с Госпожой К. (2016) — рекламный арт-фильм для ювелирного бренда Carrera y Carrera.
- The Day of My Death (2016) — короткометражный фильм, снятый специально для бренда одежды Gosha Rubchinskiy.
- Как большие (2016) — фильм для благотворительного фонда «Action!», режиссёра Оксаны Карас.
- Ну, простите (2016) — фильм для благотворительного фонда «Action!».
- Эликсир молодости (2017) — рекламный фильм для компании Faberlic.
- Скромное обаяние волшебников (2021) — короткометражный арт-фильм, снятый эксклюзивно для модного дома Gucci.
- Ulyana Sergeenko Haute Couture Fall-Winter 2021/2022 (2021) — короткометражный арт-фильм, снятый эксклюзивно для модного дома Ulyana Sergeenko.
- Когда же Вы наконец поймёте? / When will you ever learn? (2022) — короткометражный фильм.
- «Почему нет» / «Pourquoi Pas» (2024) — короткометражный фильм.

## Театральные работы

### МХТ им. Чехова
- 2004 — «Вишнёвый сад» А. Чехова, постановка Адольфа Шапиро — актриса — Любовь Андреевна Раневская
- 2011 — «Шага» М. Дюрас, постановка Мари-Луиз Бишофберже[нем.] — актриса
- 2012 — «Свидетель обвинения» А. Кристи, постановка Мари-Луиз Бишофберже — актриса — Ромэйн Хельгер
- 2017 — «Северный ветер» — автор пьесы, режиссёр-постановщик, актриса — Маргарита, Почтальонша, Смерть, Северный Ветер
- 2021 — «Звезда вашего периода» — автор пьесы, режиссёр-постановщик, художник по костюмам, актриса[85] — Маргарита Леско

### Театр Эберто
- 2022 — «Кактус» — автор пьесы, режиссёр, актриса[46]
- 2025 — «Monstre sacré» — автор пьесы, режиссёр, актриса[86]

### Театр Ройал Хэймаркет
- 2023 — «Кактус» — автор пьесы, режиссёр, актриса[87]

### Театр Паттихио
- 2023 — «Кактус» — автор пьесы, режиссёр, актриса.

## Музыкальные клипы
- 1997 — «Моряк», Агата Кристи (режиссёр)
- 2000 — «Не спеши», Яна (актриса)
- 2001 — «Речной трамвайчик», Алла Пугачёва (актриса)
- 2003 — «Ты мне пишешь», Юля Бужилова (исполнительница монолога, актриса, режиссёр)
- 2004 — «Отымела», Корней (режиссёр)
- 2004 — «Прогулка», Земфира (режиссёр)
- 2005 — «Блюз», Земфира (режиссёр)
- 2005 — «Весёлый мир», Агата Кристи (режиссёр)
- 2005 — «Самолёт», Земфира (режиссёр)
- 2006 — «Итоги», Земфира (режиссёр)
- 2007 — «Мы разбиваемся», Земфира (режиссёр)
- 2011 — «Во мне», Земфира (режиссёр)
- 2013 — «Жить в твоей голове», Земфира (актриса, режиссёр)
- 2016 — «Мечтой», Земфира (актриса)
- 2021 — «Злой человек», Земфира (актриса, режиссёр)
- 2021 — «Пальто», Земфира (режиссёр)
- 2022 — «Мясо», Земфира (режиссёр)
- 2022 — «Кактус», Земфира (актриса, режиссёр)
- 2023 — «Finally», Jay-Jay Johanson (актриса, автор сценария, режиссёр)
- 2024 — «Любовь как случайная смерть | Live Version», Земфира (актриса, режиссёр)

## Работа на телевидении
- «Намедни. Наша эра» (НТВ, 1997, серии о 1961—1968 и 1970—1971 гг.) — комментатор
- «Ночные музы. Стиль от… Ренаты Литвиновой» (НТВ, 2003—2004) — автор и ведущая
- «Ночной сеанс с Ренатой Литвиновой» (НТВ, 2005—2006) — автор идеи и ведущая
- «Cine*Manya (Синемания) с Ренатой Литвиновой» (Муз-ТВ, 2005—2006) — ведущая
- «Кинопремьеры с Ренатой Литвиновой» (Муз-ТВ, 2006—2007) — ведущая
- «Детали с Ренатой Литвиновой» (СТС, 2007) — ведущая
- «Красота скрытого. История нижнего платья с Ренатой Литвиновой» («Россия-Культура», 2011—2012) — автор и ведущая
- «Пьедестал красоты. История обуви с Ренатой Литвиновой» («Россия-Культура», 2013) — автор и ведущая
- «Минута славы» («Первый канал», 2017) — член жюри

## Аудиокниги
- 2005 — «Алиса в Стране чудес» Л. Кэрролла — Алиса
- 2008 — «Старинные татарские сказки» — чтец (сказки «Гульчечек», «Медведь и женщина»)
- 2010 — «Скандинавская скорость. История Volvo» — чтец

## Съёмки в рекламе
- Рекламный ТВ-ролик «Красная линия».
- Рекламный ТВ-ролик «L’ORÉAL».
- Реклама часов «Rado».
- Реклама автомобилей «Volvo».
- Реклама салонов меха «Capitol».
- Реклама женской коллекции часов «RADO Esenza Ceramic Touch».
- Реклама косметической линии «Platinum» от «Faberlic». Сама Литвинова назвала этот ролик «трейлером к несуществующему фильму». Здесь она выступила также в качестве режиссёра. Снята картина по пьесе Карела Чапека «Средство Макропулоса»[88].
- Реклама «Dior Parfums»[89].
- Реклама коньяка «Rémy Martin».
- Серия новогодних рекламных видеороликов для МТС.

## Премии и награды (выборочно)
Начиная с 1994 года, Рената Литвинова неоднократно получала за свою работу призы и награды.
- Государственная премия Российской Федерации за роль в х/ф «Граница. Таёжный роман» (2001).
- Заслуженная артистка Российской Федерации (19 мая 2003 года) — за заслуги в области искусства.
- Лауреат национальной премии общественного признания достижений женщин «Олимпия» Российской Академии бизнеса и предпринимательства (2007).
- Медаль Пушкина (9 января 2012 года) — за большие заслуги в развитии отечественной культуры и искусства, многолетнюю плодотворную деятельность.
- Награда «Золотой телец» за кинозаслуги на кинофестивале Таормина (2013).